# Pamphlebia zebrinata
Pamphlebia zebrinata là một loài bướm đêm trong họ Geometridae.